# 恋愛小説 (2006年のテレビドラマ)
『恋愛小説』（れんあいしょうせつ）は、2006年7月17日にTBSで放送されたスペシャルドラマ。
短篇の恋愛小説である江國香織の『デューク』、光原百合の『十八の夏』、浅田次郎の『月のしずく』をオムニバス形式でドラマ化した作品。

## デューク

### 出演
- 優香
- 中尾明慶
- 山内菜々
- 西崎果音
- 林家たい平

### スタッフ
- 原作：江國香織『デューク』
- 脚本：永田優子
- 演出：新城毅彦

## 十八の夏

### 出演
- 観月ありさ
- 石垣佑磨
- 滝沢沙織
- 筒井真理子
- 大杉漣

### スタッフ
- 原作：光原百合『十八の夏』
- 脚本：渡邉睦月
- 演出：豊川悦司

## 月のしずく

### 出演
- 藤原紀香
- 泉谷しげる
- 北村一輝
- 綾戸智絵
- 菅田俊

### スタッフ
- 原作：浅田次郎『月のしずく』
- 脚本：尾崎将也
- 監督：北村龍平

## 総合スタッフ
- 企画：菅井敦
- プロデューサー：槙哲也